# Марибор
Ма́рибор (словен. Maribor; нем. Marburg an der Drau) — второй по величине город Словении (население города по данным на 2013 год — 94,9 тыс. человек). Марибор расположен в северо-восточной части страны, в регионе Подравска, на реке Драве, у подножья горы Погорье. Город является центром исторической области Нижняя Штирия.

## История

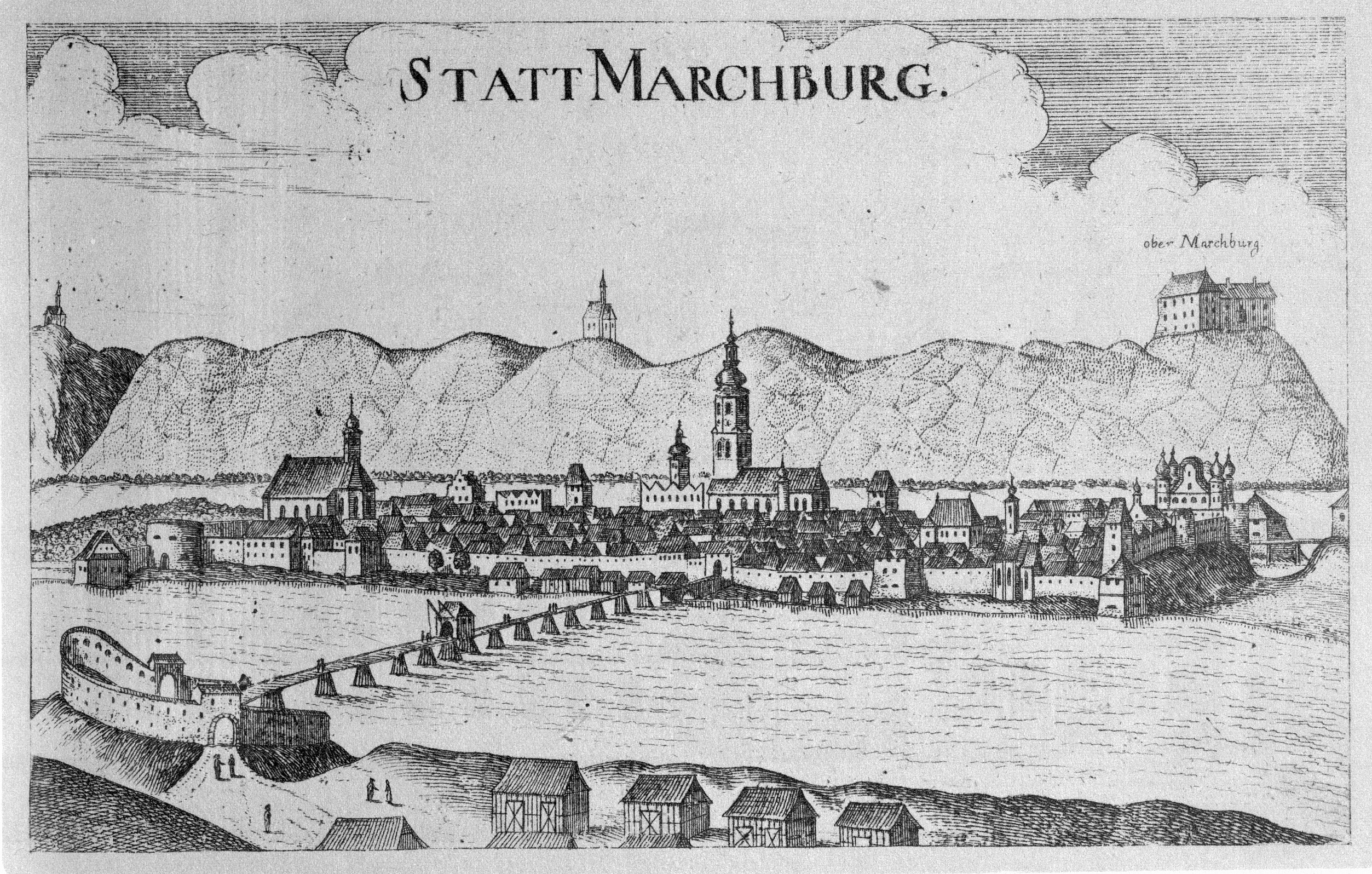
Средневековый Марибор

Первое упоминание о замке Маркбурх относится к 1164 году. Марбург стал центром небольшого графства в долине Дравы, вошедшего позднее в состав герцогства Штирия. В 1254 году Марибор получил городское право. После установления в Штирии династии Габсбургов (1278 году) город начал быстро развиваться и стал одним из важнейших торговых центров региона. В 1532 и 1683 гг. Марибор успешно выдержал осады турок, совершавших набеги на штирийские земли.
Первоначально город в церковном отношении подчинялся епископам Шекау, однако, в 1859 году в Марибор было перенесено епископство Лавант, которое с 1962 года получило название Мариборского епископства. В 2006 году папа Бенедикт XVI даровал Марибору статус архиепископства.
Перед Первой мировой войной население города на 80 % состояло из этнических немцев и на 20 % из словенцев, причём немцы преобладали в общественной жизни и органах городского управления. В то же время практически всё сельское население региона было словенским. Во время войны многие словенцы Штирии и Каринтии были объявлены врагами Австрийского государства и лишены доступа к государственным должностям. Это усилило антагонизм между словенским и немецким населением города. После краха Австро-Венгрии в 1918 году претензии на Марибор предъявила и Австрийская республика, и Королевство сербов, хорватов и словенцев. 27 января 1919 года мариборские немцы, ожидавшие на городской площади прибытия американской делегации на мирные переговоры, были атакованы словенскими отрядами Рудольфа Майстера. Было убито 13 человек и более 60 ранено. Майстер захватил власть в городе и без проведения референдума объявил его частью Королевства сербов, хорватов и словенцев (позднее — Югославия).
После присоединения Марибора к Югославии множество немцев покинуло город, эмигрировав в Австрию. Были закрыты немецкие школы и организации. В ответ на политику германизации славянского населения в Австрии, власти Югославии предприняли попытку культурной ассимиляции немецкоязычного меньшинства. Тем не менее, ещё в 1930-е гг. доля немецкого населения Марибора составляла 25 %.
В ходе немецкого вторжения в Югославию 8 апреля 1941 года город без боя заняло переправившееся через реку немецкое пехотное подразделение, которое вскоре отступило обратно и город заняли части 132-й пехотной дивизии вермахта. 11 апреля 1941 года в Мариборе был развёрнут штаб 2-й немецкой армии.
В дальнейшем, Нижняя Штирия вместе с Марибором была аннексирована нацистской Германией. В апреле 1941 года Марибор посетил Адольф Гитлер, которому был организован пышный приём в городском замке. В годы войны в Мариборе были размещены крупные военные заводы. Город неоднократно подвергался бомбардировке авиацией союзников. После окончания войны оставшееся немецкое население было изгнано из страны.
После освобождения Марибор стал быстро развиваться, чему способствовала близость к австрийской границе и наличие значительной квалифицированной рабочей силы. В результате город стал главным транспортным, промышленным и культурным центром восточной части Словении. После провозглашения в 1991 году независимости Словенской республики, Марибор пережил период кризиса из-за потери югославских рынков сбыта продукции тяжёлой промышленности, причём уровень безработицы в городе достигал 25 %. К настоящему времени экономическая ситуация значительно улучшилась благодаря развитию мелких и средних предприятий.
18 ноября 2009 года в Мариборе на стадионе «Людски врт» проходил стыковой отборочный матч чемпионата мира по футболу между сборными Словении и России. Хозяева выиграли со счётом 1:0, что позволило им стать участниками ЧМ. В российском околофутбольном фольклоре слово «Марибор» стало нарицательным, обозначая неудачные матчи национальной сборной.
Марибор наряду с португальским городом Гимарайнш был назван Культурной столицей Европы 2012 года.
В ноябре 2012 года город принял Юношеский чемпионат мира по шахматам.
Марибор признан победителем международного конкурса «Молодёжная столица Европы-2013».

## Население
Динамика численности населения
| 1991    | 1996    | 2002    | 2004    | 2007    | 2009    | 2012   |
| ------- | ------- | ------- | ------- | ------- | ------- | ------ |
| 119 828 | 116 147 | 110 668 | 112 558 | 119 071 | 112 642 | 94 984 |

## Достопримечательности

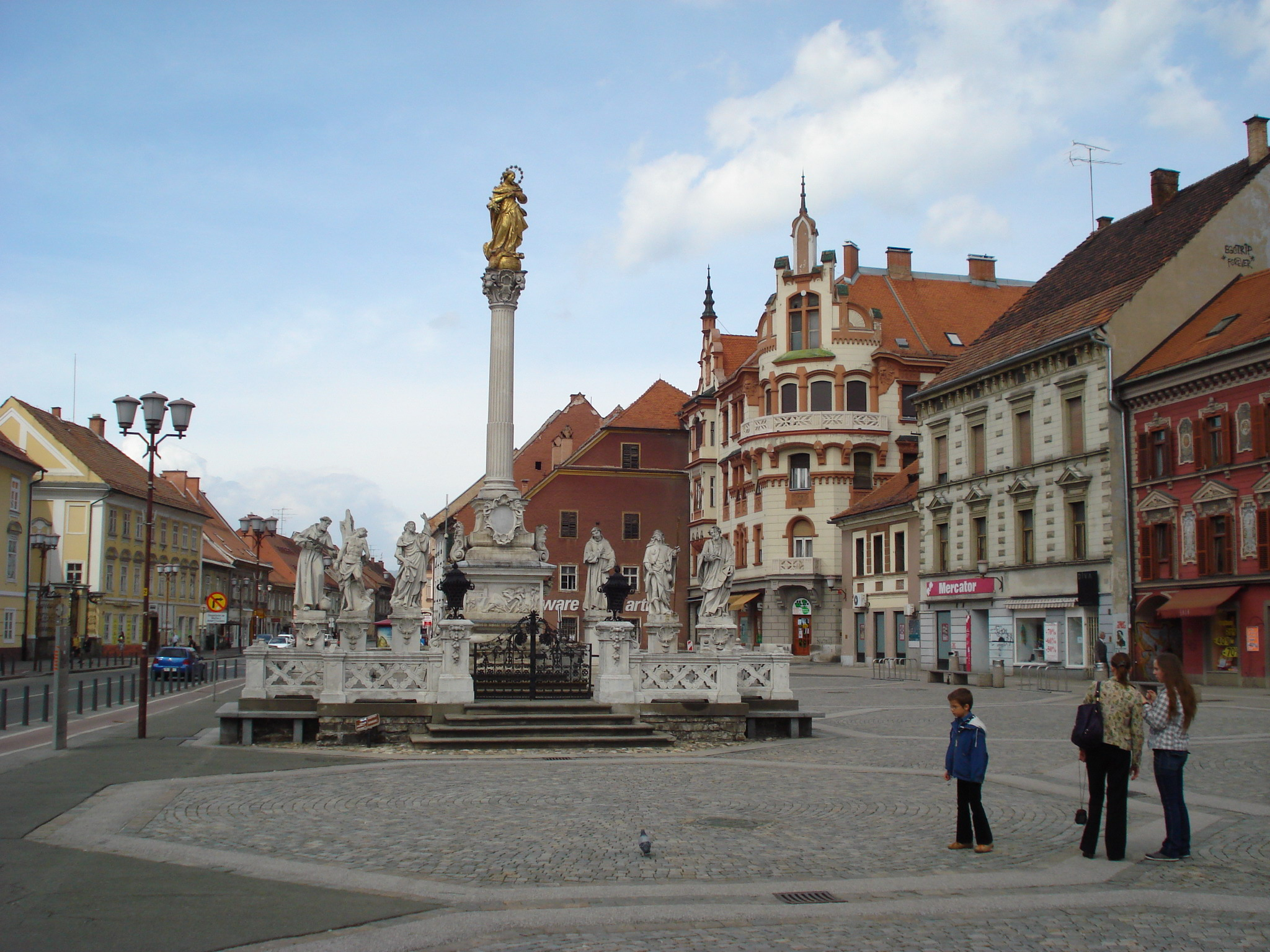
Главная площадь

Главными туристическими достопримечательностями Марибора являются готический Собор Иоанна Крестителя (XII век), здание муниципалитета, построенного в стиле эпохи Возрождения и Мариборский замок XV века. В городе находится Мариборский университет, основанный в 1961 году. На Главной площади имеются здания, построенные в стиле барокко: церковь Святого Алоизия; ратуша и колонна со статуей Девы Марии. Здесь также расположен старейший в мире виноградник «Стара Трта», насчитывающий более 400 лет. Краеведческий музей располагается в историческом здании бывшей Мариборской синагоги XV века.
Зимой популярен лыжный спорт на горе Похорье, где созданы международные трассы слалома и гигантского слалома. В 2000 году Марибор получил статус Альпийского города. В городе расположен второй по величине в Словении аэропорт.

## Климат
| Показатель                    | Янв. | Фев.  | Март  | Апр. | Май  | Июнь | Июль | Авг. | Сен. | Окт. | Нояб. | Дек.  | Год  |
| ----------------------------- | ---- | ----- | ----- | ---- | ---- | ---- | ---- | ---- | ---- | ---- | ----- | ----- | ---- |
| Абсолютный максимум, °C       | 17,4 | 21,5  | 26,0  | 28,0 | 30,9 | 34,7 | 35,8 | 36,8 | 31,4 | 27,2 | 21,5  | 20,7  | 36,8 |
| Средний суточный максимум, °C | 3,6  | 6,4   | 11,2  | 15,4 | 20,6 | 23,6 | 25,7 | 25,4 | 21,2 | 15,5 | 8,6   | 4,5   | 15,1 |
| Средняя температура, °C       | −0,3 | 1,7   | 5,8   | 10,1 | 15,1 | 18,2 | 20,1 | 19,6 | 15,4 | 10,1 | 4,4   | 0,8   | 10,1 |
| Средний суточный минимум, °C  | −3,6 | −2,1  | 1,3   | 5,2  | 9,8  | 13,0 | 14,9 | 14,7 | 10,9 | 6,2  | 1,1   | −2,2  | 5,8  |
| Абсолютный минимум, °C        | −21  | −20,2 | −15,2 | −5,1 | −1,1 | 3,6  | 6,3  | 5,5  | −1   | −5,9 | −12,7 | −17,6 | −21  |
| Норма осадков, мм             | 42   | 47    | 64    | 73   | 91   | 119  | 115  | 122  | 103  | 100  | 91    | 66    | 1034 |
| Источник: 1                   |      |       |       |      |      |      |      |      |      |      |       |       |      |

## Города-побратимы
- Санкт-Петербург, Россия (2001)
- Грац, Австрия
- Кралево, Сербия
- Марбург, Германия
- Харьков, Украина (2012)
- Осиек, Хорватия
- Петанж, Люксембург
- Пуэбло, США
- Сомбатхей, Венгрия
- Удине, Италия[10]

## Галерея

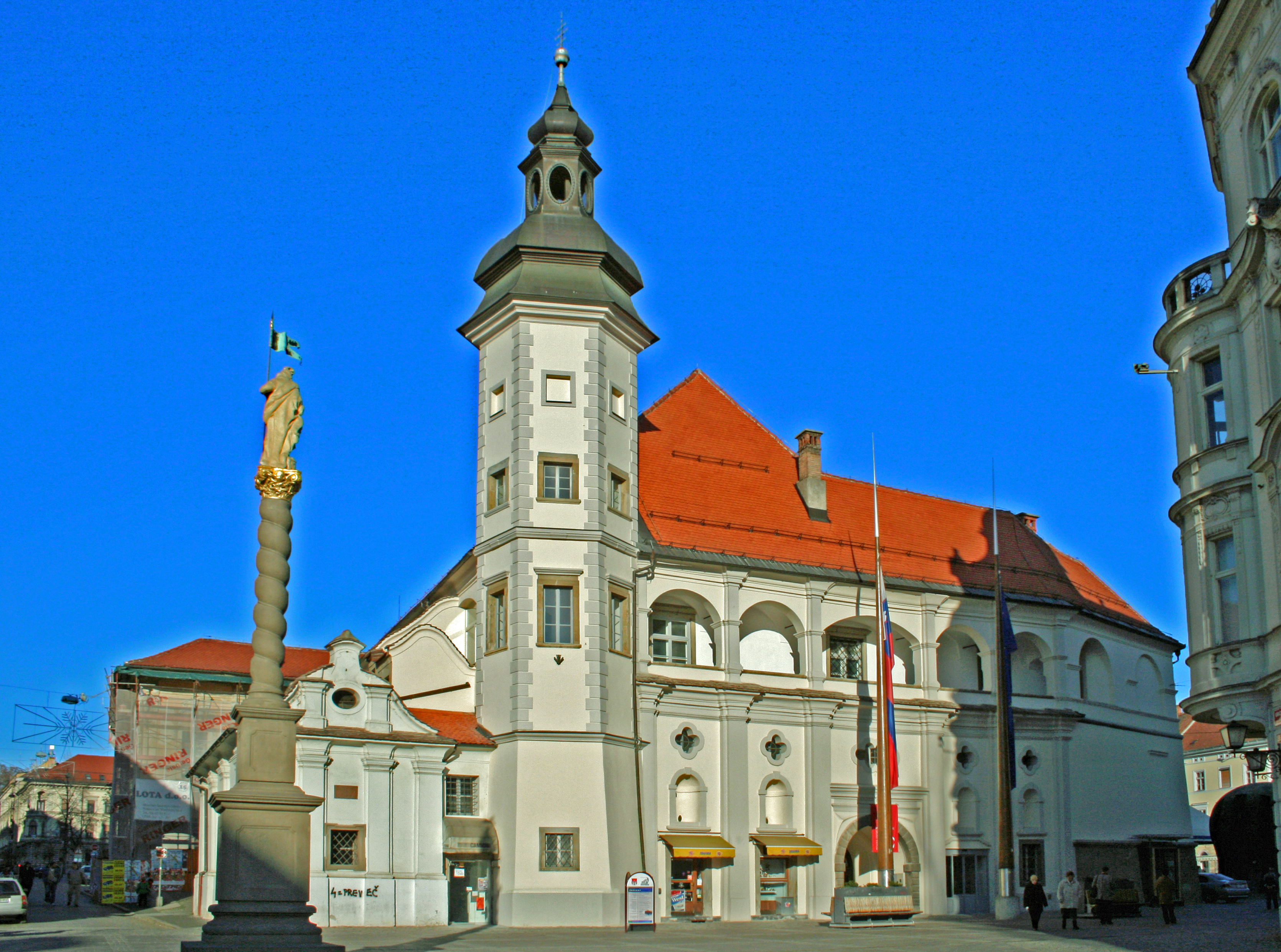
Мариборский замок
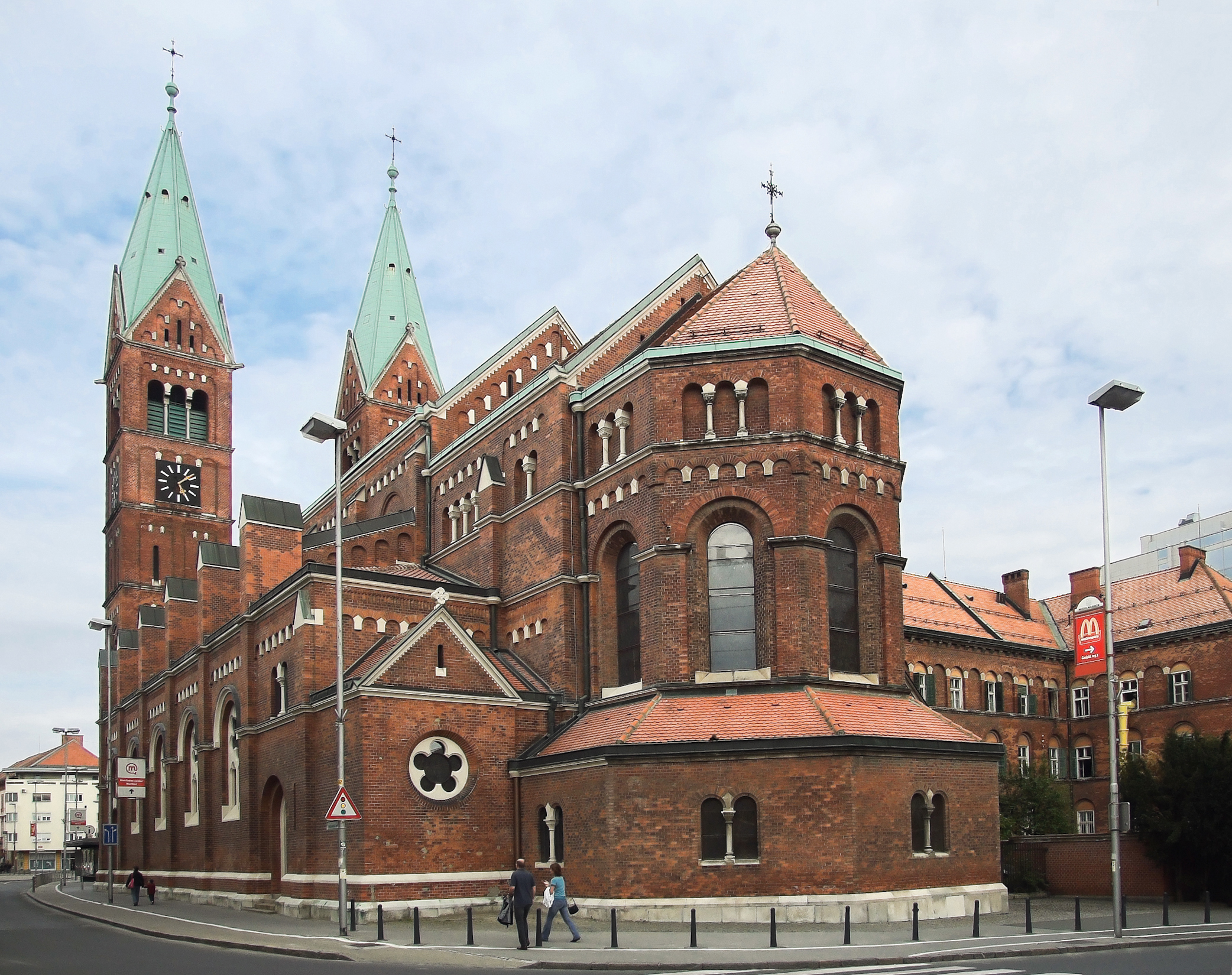
Францисканская церковь
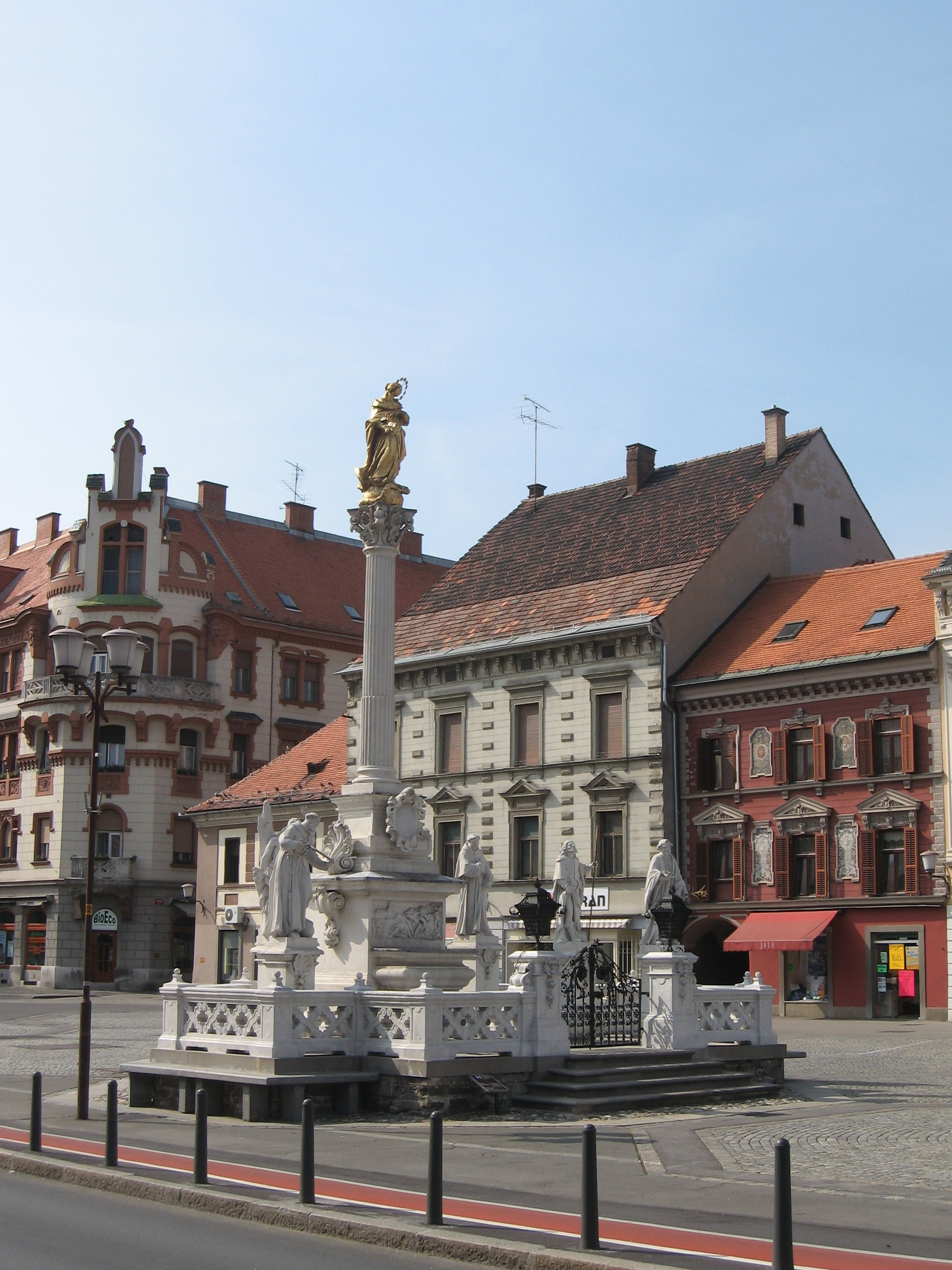
Чумной столб
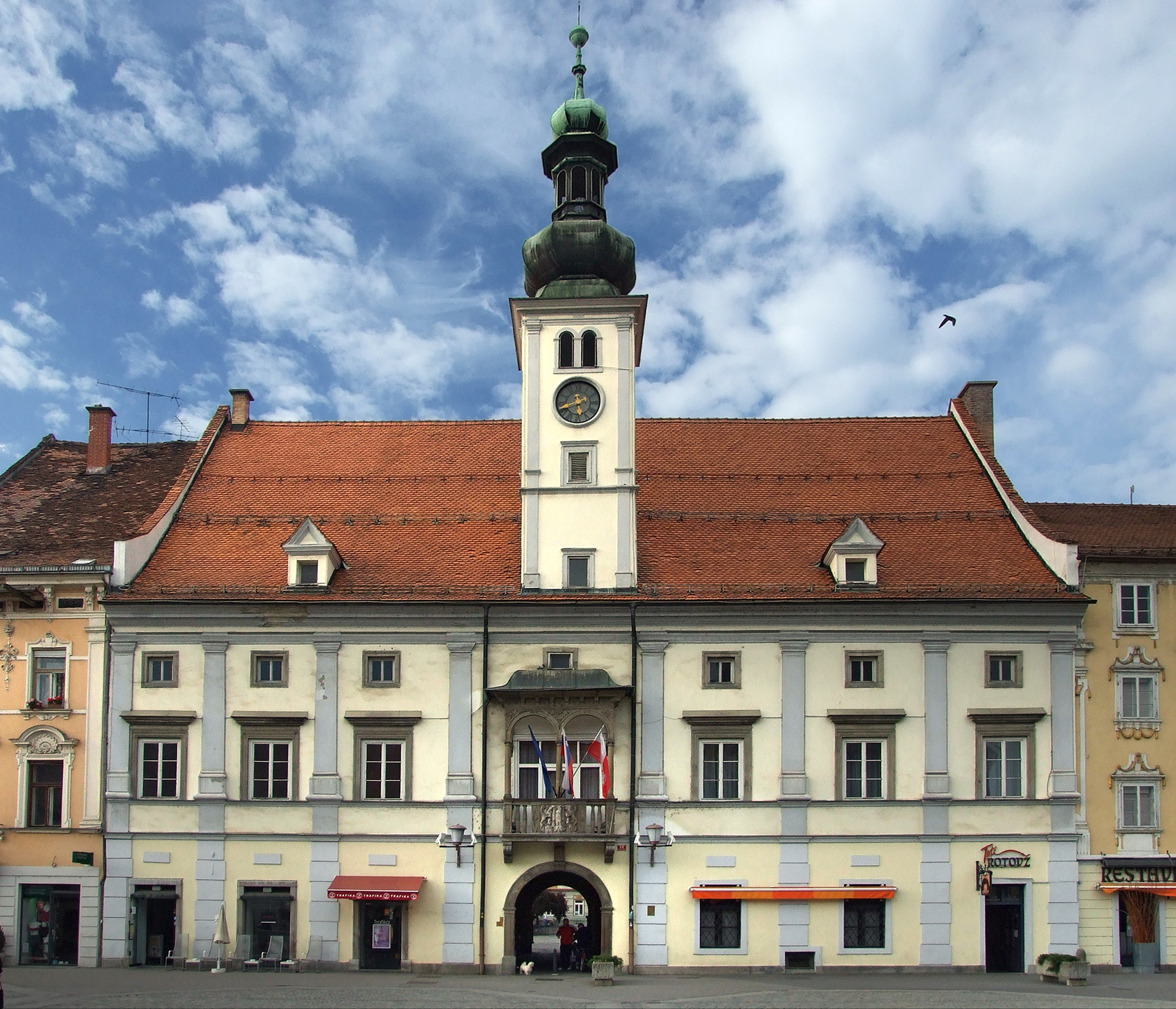
Ратуша